# Kompleks schronów w Konewce
Kompleks schronów w Konewce – nazistowski kompleks schronów kolejowych z okresu II wojny światowej, położony w lesie obok osady Konewka (województwo łódzkie) 10 km na północny wschód od Tomaszowa Mazowieckiego. Wraz z bliźniaczym zespołem schronów we wsi Jeleń tworzył stanowisko dowodzenia Adolfa Hitlera „Założenie Środek” (niem. Anlage Mitte).

## Historia
Budowę zespołu przeprowadziła Organizacja Todta pod szyldem przedsiębiorstwa zbrojeniowego Askania Werke (stąd alternatywna nazwa kompleksu: Askania Mitte) w okresie od października 1940 do kwietnia 1941 – równolegle z konstrukcją Wilczego Szańca (Anlage Nord) i tuneli schronowych pod Strzyżowem (Anlage Süd) – a do podwykonawców należała firma budowlana Philipp Holzmann AG. Mniejsze obiekty kompleksu zostały zrealizowane według standardowych planów Organizacji Todta, znanych z Wilczego Szańca czy kwatery Naczelnego Dowództwa Wehrmachtu „Mauerwald” w Mamerkach.
W 1944 w Jeleniu i Konewce uruchomiona została filia zakładów Daimlera-Benza w Tomaszowie Mazowieckim. Z tego okresu pochodzą doniesienia o wjeżdżających do schronów składach towarowych, które liczyły ponad 30 wagonów.
Po zakończeniu wojny w 1945 schrony były wykorzystywane przez wojsko i przedsiębiorstwa państwowe. W latach 90. centrala rybna w Jeleniu została zlikwidowana, a teren przekazany pod zarząd Lasów Państwowych. Kompleks uległ wówczas częściowej dewastacji – m.in. skradzione zostały szyny kolejowe. 
W 2005 Juliusz Szymański wydzierżawił schron w Konewce od nadleśnictwa w Spale (w latach 2008–2010 dzierżawił również schron w Jeleniu od nadleśnictwa w Smardzewicach). Uzyskał z prywatnych źródeł w Polsce dokumentację niemiecką dotyczącą budowy i użytkowania schronu. Założył w obiekcie prywatną wystawę militariów, a schron wraz z obiektami towarzyszącymi udostępnił do zwiedzania. Co roku w październiku odbywa się tam zlot pojazdów militarnych.

## Opis
Kompleks schronów w Konewce składał się ze schronu kolejowego o długości około 385 m, dwóch schronów bojowych i najprawdopodobniej schronów technicznych, podobnie jak w zespole w Jeleniu. Kompleks od strony zewnętrznej otoczony był płotem z siatki drucianej, od wewnątrz najprawdopodobniej zasiekami z drutu kolczastego, a teren wokół był przypuszczalnie zaminowany. 
Schron kolejowy w Konewce jest dłuższy o 50 m od schronu w Jeleniu i w przeciwieństwie do niego jest na całej długości prosty (część obiektu w Jeleniu leży w łuku). Przekrój schronu od strony zewnętrznej ma szerokość przy podstawie 15 m i wysokość 9 m. Wnętrze tunelu przechodzącego przez schron ma wysokość 6 m. Przez środek tunelu biegł tor kolejowy z peronami (rampami) po bokach.

## Zobacz też

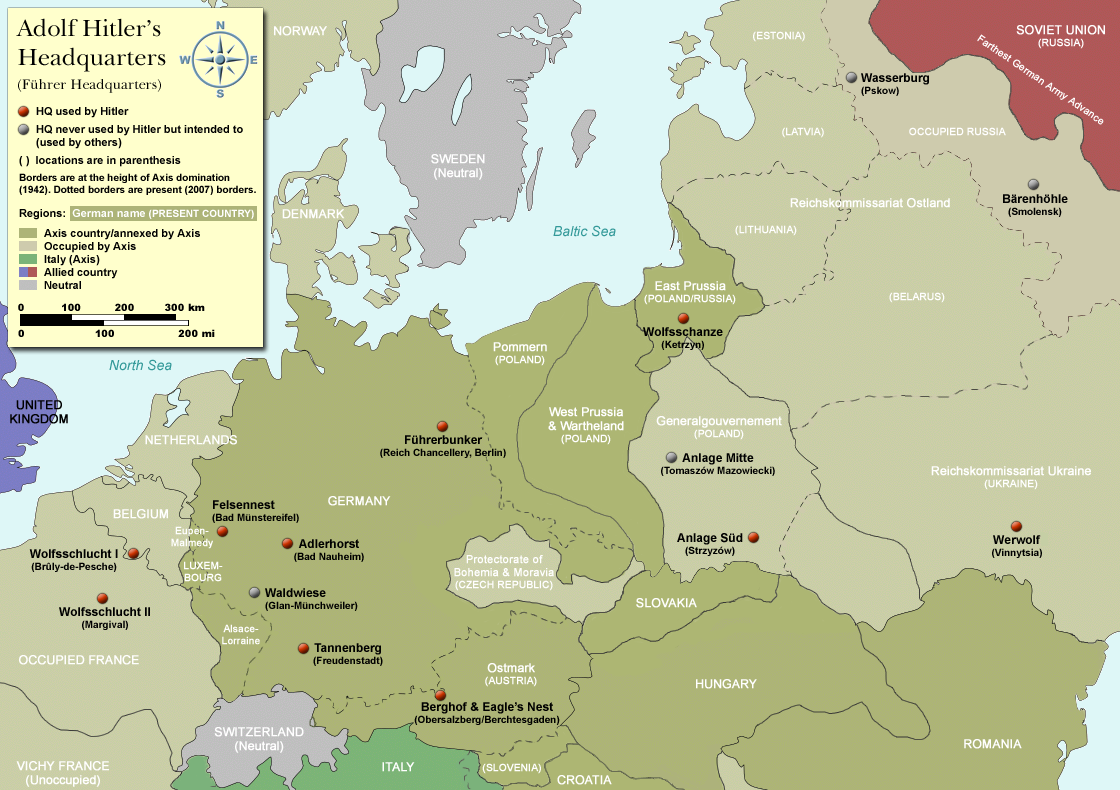
Lokalizacja Wilczego Szańca na tle innych kwater Hitlera (FHQ)